# 507 Laodica
Az 507 Laodica egy a Naprendszer kisbolygói közül, amit Raymond Smith Dugan fedezett fel 1903. február 19-én.